# 石台乡
石台乡，是中华人民共和国四川省绵阳市梓潼县曾经下辖的一个乡。2019年12月，撤销石台乡，将其所属行政区域划归许州镇管辖。

## 行政区划
石台乡撤销前下辖以下地区：
元包村、文星村、双星村、尖山村、群力村、铜铃村、枣垭村、新华村、星金村、宝塔村和红溪村。